# La polizia interviene: ordine di uccidere!
La polizia interviene: ordine di uccidere! è un film del 1975, diretto da Giuseppe Rosati.

## Trama
L'industriale Lombardi viene rapito da alcuni mafiosi travestiti da finanzieri. Indaga sul caso il capitano Murri, che capisce subito trattarsi d'un complotto con connotazioni terroristiche. Espone la sua opinione al senatore Leandri, in realtà coinvolto nell'organizzazione criminale, che tenta di farlo trasferire al Brennero con promozione e aumento di stipendio per impedire la prosecuzione delle indagini. Ciò non avviene grazie al ministro, che nutre profonda stima per Murri. Quando però viene uccisa Laura, fidanzata del capitano, questi cambia metodo, uccidendo tutti i membri dell'organizzazione ottenendo, inoltre, una confessione scritta da Leandri. Amara però è la conclusione, quando Murri scopre che il suo migliore amico è l'artefice di tutto.

## Produzione
Il film rientra nel filone poliziottesco, molto in voga tra il pubblico italiano in quegli anni.

## Distribuzione
Il film venne distribuito nel circuito cinematografico il 4 settembre 1975.